# Caloenas
Caloenas és un gènere de la família dels colúmbids (Colombidae) que inclou una espècie vivent i almenys una altra extinta.

## Llista d'espècies
El gènere, segons BirdLife Taxonomic Checklist v2 (Dec 2017), està format dues espècies:
- colom de Liverpool (Caloenas maculata) †.
- colom de Nicobar (Caloenas nicobarica).

També s'ha descrit una tercera espècie, Caloenas canacorum coneguda únicament per restes subfàssils i que es va extingir fa més de 2000 anys.